# Aviron
Aviron là một xã thuộc tỉnh Eure trong vùng Normandie miền bắc nước Pháp.